# Battaglia di Déols
La battaglia di Déols è stata una battaglia del periodo tardo-antico che ha coinvolto le forze del Regno di Soissons. Ha avuto luogo in Gallia, nei pressi di Déols in Berry nel 469 d.C..

## Svolgimento
I Bretoni e il loro re Riotamo, alleato dell'Impero Romano d'Occidente, riunirono 12 000 uomini (secondo lo storico bizantino Giordane) per combattere contro i Visigoti di Eurico, rispondenti all'appello dell'imperatore Antemio, per difendere la parte dell'Aquitania rimasta romana.
I Bretoni vennero però sconfitti dai Visigoti a Déols (attuale comune del sobborgo di Châteauroux), senza aver mai potuto combattere con l'esercito di Antemio. Nonostante la sconfitta, successivamente i federati franchi e le truppe romane agli ordini di Childerico e del Conte Paolo riuscirono a contenere i Visigoti a sud della Loira.
Gregorio di Tours evoca così questa battaglia, che dovrebbe aver avuto luogo vicino a Déols:
(Gregorio di Tours, Dieci libri storici, II, 18, traduzione François Guizot)

## Conseguenze
Alla morte del comes romano Paolo, durante l'assedio di Angers contro i Sassoni nel 469, Siagrio cercò di mantenere il controllo sul dominio gallo-romano a nord della Loira, ma rimase compromesso dalla sua alleanza con Childerico. Riotamo e i resti del suo esercito si rifugiarono tra i Burgundi lasciando ad Eurico la mano libera in Aquitania, mentre al contempo l'Alvernia e la Provenza divennero esposte alle incursioni dei Visigoti. L'esercito imperiale guidato da Antemio, isolato nel sud della Gallia, venne sconfitto ad Arles intorno al 471 da Eurico. Antemiolo, figlio dell'imperatore Antemio, cadde ucciso in battaglia insieme ai suoi tre generali, Thorisarius, Everdingus e il comes stabuli Hermianus. Questa fu l'ultima spedizione dell'esercito romano a nord delle Alpi.